# じみへん
『じみへん』は、中崎タツヤによる漫画。1989年21号から2015年37・38合併号まで『ビッグコミックスピリッツ』（小学館）にて連載された15コマ漫画。毎回毎回様々な登場人物（時に作者本人も）がありそうでないような、じみ〜に変な笑いを15コマのなかに織り交ぜられて進んでいく。
2015年8月、中崎が還暦を迎えるのを機に本人の意向で連載を終了した。最終回掲載号は「感謝企画」として、マンガ家48人による描き下ろしイラストが併せて掲載された。
2016年、第20回手塚治虫文化賞・短編賞を受賞。

## 単行本

### 通常巻
- 中崎タツヤ『じみへん』小学館〈スピリッツじみコミックス〉、全12巻
  1. 1集 1991年5月、ISBN 4-09-179091-7
  2. 2集 1992年10月、ISBN 4-09-179092-5
  3. 3集 1994年7月、ISBN 4-09-179093-3
  4. 4集 1995年11月、ISBN 4-09-179094-1
  5. 5集 1997年8月、ISBN 4-09-179095-X
  6. 6集 1999年6月、ISBN 4-09-179096-8
  7. しぼり汁（7集） 2002年4月、ISBN 4-09-179097-6
  8. たたき売り（8集） 2004年10月、ISBN 4-09-179098-4
  9. 中濃（9集） 2007年5月、ISBN 978-4-09-179099-6
  10. 自由形（10集） 2009年7月、ISBN 978-4-09-179100-9
  11. 熟々（11集） 2011年11月、ISBN 978-4-09-179130-6
  12. 仕舞（12集） 2015年8月、ISBN 978-4-09-179203-7

### 選集
- 『よりぬきじみへん20世紀版』2003年6月、ISBN 4-09-187721-4 - 連載初期からの10年分をギュッとよりぬいた傑作選
- 『20世紀のじみへん』2012年6月、ISBN 978-4-09-196150-1 - 『よりぬきじみへん20世紀版』の文庫化

## 書籍
- じみへん倫理教室（南部ヤスヒロ著、小学館刊、2009年6月）

## アニメ
かつて、TBSで放送されていた『THEプレゼンター』の「中崎タツヤ スーパーギャグシアター」の中で、一部の作品がアニメ化されたことがあった。声優は三宅裕司率いるスーパーエキセントリックシアターの俳優が担当した。

## ドラマ
1992年7月2日、金曜エンタテイメントで放送されたオムニバスドラマ『悪いこと』の一作「黙殺」が本作を原案としている。

## 関連物
齊藤孝著『実践！日本語ドリル』（宝島社）の中の「要約問題」としても、№504の漫画が取り上げられている。